# Corumbataia veadeiros
Corumbataia veadeiros är en fiskart som beskrevs av Carvalho 2008. Corumbataia veadeiros ingår i släktet Corumbataia och familjen Loricariidae. Inga underarter finns listade i Catalogue of Life.